# Tylexocladus joubini
Tylexocladus joubini är en svampdjursart som beskrevs av Topsent 1898. Tylexocladus joubini ingår i släktet Tylexocladus och familjen Polymastiidae. Inga underarter finns listade i Catalogue of Life.